# Высшая духовная семинария (Кельце)

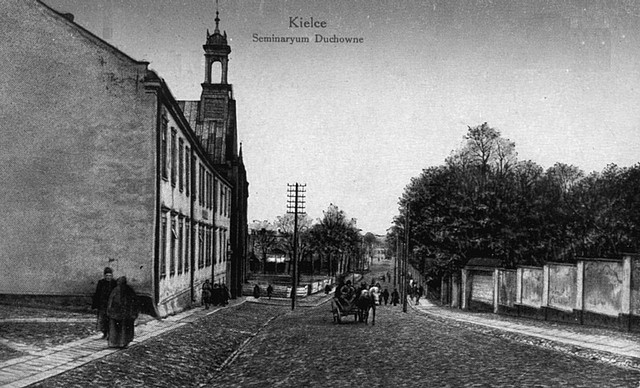
Здание семинарии

Высшая духовная семинария (пол. Wyższe Seminarium Duchowne w Kielcach ) — государственное высшее учебное заведение, католическая духовная семинария, находящаяся в городе Кельце, Свентокшиское воеводство, Польша. Семинария готовит католических священников для епархии Кельце. Является филиалом Люблинского католического университета.

## История
24 апреля 1724 года в Кельце началось строительство здания для будущей духовной семинарии. 3 июня 1726 года краковский епископ Константин Фелициан Шенявский издал декрет, учреждающий семинарию. Этот декрет был утверждён 2 июня 1728 года Римским папой Бенедиктом XIII.
В 1727 году епископ Константы Фелициан Шенявский подписал устав семинарии под названием «Ordo alumnorum Seminarii Kielcensis», регулирующий распорядок дня и содержащий права и обязанности студентов. 9 сентября 1727 года начались первые занятия в семинарии.
28 октября 1809 года от пожара значительно пострадали здание семинарии, библиотека и архив.
19 сентября 1828 года апостольский администратор епархии Кракова епископ Кароль Скурковский выпустил новый устав, регулирующий деятельность учебного заведения. 17 июля 1884 года епископ Томаш Теофил Кулинский выпустил новый «Устав Духовной семинарии в Кельце».
22 марта 1893 года российские власти арестовали профессуру семинарии, заключив их в X павильон Варшавской крепости. 23 марта этого же года был выпущен царский указ, закрывающий семинарию сроком на четыре года. В 1894 году профессора семинарии Пётр Савицкий, Павел Фрелек, Ян Правда, Францишек Грущинский, Станислав Сенка, Казимеж Бохня и Михал Славета были сосланы в Сибирь.
3 мая 1897 года семинария возобновила свою деятельность. 16 марта 1912 года по проекту архитектора Юлиана Влодзимерского начались строительные работы по расширению здания семинарии, которые закончились в 1914 году. Во время Первой мировой войны в семинарии располагался госпиталь австро-венгерской армии. В 1919 году по проекту архитектора Вацлава Новаковского начались строительные работы, во время которых к зданию семинарии со стороны улицы Весолой была пристроена часовня святого Станислава Костки. В 1937 году интерьер часовни был расписан полихромией художником Здзиславом Гедличкой.
До 2009 года семинария была филиалом Папского университета имени Иоанна Павла II в Кракове. В 2009 году семинария стала отделением Люблинского католического университета.

## Ректоры
- Юзеф Карась (1727—1729);
- Михал Гасс (1729—1743);
- Юзеф Бжозовский (1743—1766);
- Лаврентий Аугустовский (1766—1794);
- Кароль Дронжевский (1794—1799);
- Себастьян Гжибовский (1799—1800);
- Ян Лосминский (1800—1802);
- Юзеф Чекаёвич (1802—1814);
- Францишек Величко (1814—1819);
- Бернард Бзинковский (1819—1830);
- Томаш Свёнтковский (1830—1841);
- Мацей Майерчак (1841—1849);
- Винценты Кавецкий (1849—1851);
- Александр Винчакевич (1851—1855);
- Юзеф Гавронский (1855—1872);
- Казимеж Вноровский (1872—1883);
- Павел Савицкий (1883—1893);
- Александр Ключинский (1897—1914);
- Людвиг Гавронский (1914—1918);
- Вацлав Немеровский (1918—1936);
- Юзеф Павловский (1936—1939);
- Ян Ярошевич (1939—1945);
- Щепан Собальковский (1945—1958);
- Людвиг Шафранский (1958—1962);
- Станислав Влудыга (1962—1979);
- Владислав Лыдка (1979—1982);
- Станислав Червик (1982—1994);
- Мариан Флорчик (1994—1998);
- Казимеж Гурда (1998—2005);
- Ежи Островский (2005—2006);
- Владислав Сова (2006—2012);
- Гжегож Калишевский (2012 — по настоящее время).